# La grande strada bianca
La grande strada bianca (Alexander's Ragtime Band) è un film del 1938 di Henry King.

## Titolo
Il titolo inglese è quello della canzone Alexander's Ragtime Band di Irving Berlin che scrisse anche il soggetto della pellicola insieme a Richard Sherman.

## Trama
Attraverso le vicende di un giovane di buona famiglia che vuole fare il musicista scandalizzando i suoi genitori, si racconta la storia della musica jazz nei primi anni del Novecento, dagli anni dieci agli anni trenta.

### Tagline
An american cavalcade! (Una cavalcata americana!)

## Riconoscimenti
1939 - Il film ricevette sei nomination al Premio Oscar aggiudicandosi quello per la migliore colonna sonora.

## Riprese
il film venne girato negli studi della Fox, allo Stage 2, 20th Century Fox Studios - 10201 Pico Blvd., Century City di Los Angeles. Le riprese, iniziate il 16 agosto 1938, terminarono a metà aprile 1938.

## Distribuzione
Il copyright del film, richiesto dalla Twentieth Century-Fox Film Corp., fu registrato l'11 agosto 1938 con il numero LP8322.
Il film venne distribuito dalla Twentieth Century Fox Film Corporation che lo fece uscire in sala il 16 agosto 1938. La versione USA durava 106 minuti, mentre in Argentina durava 109 minuti. In Italia uscì nelle sale nel 1948.

## Galleria d'immagini

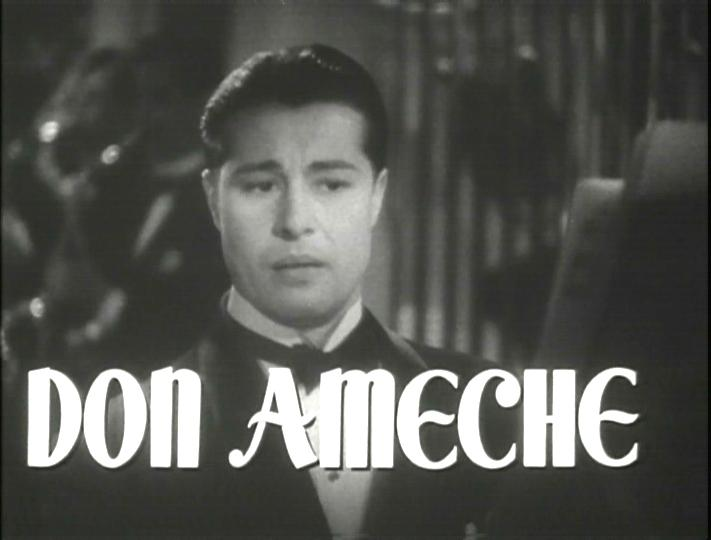
Don Ameche nel trailer
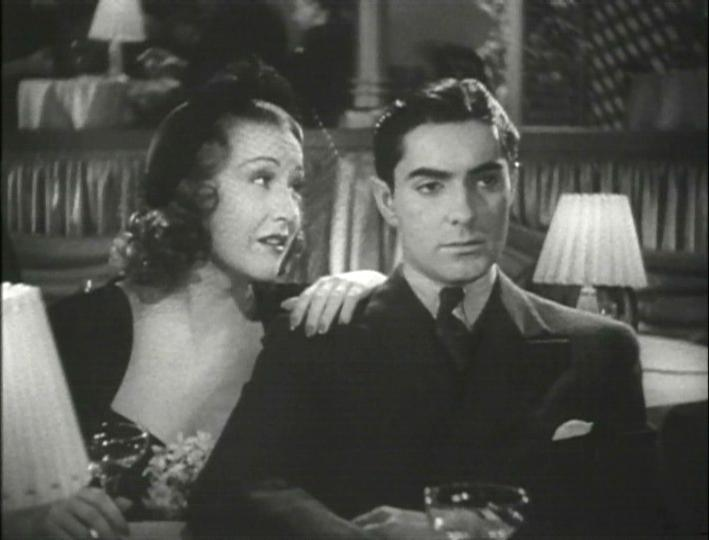
Ethel Merman e Power
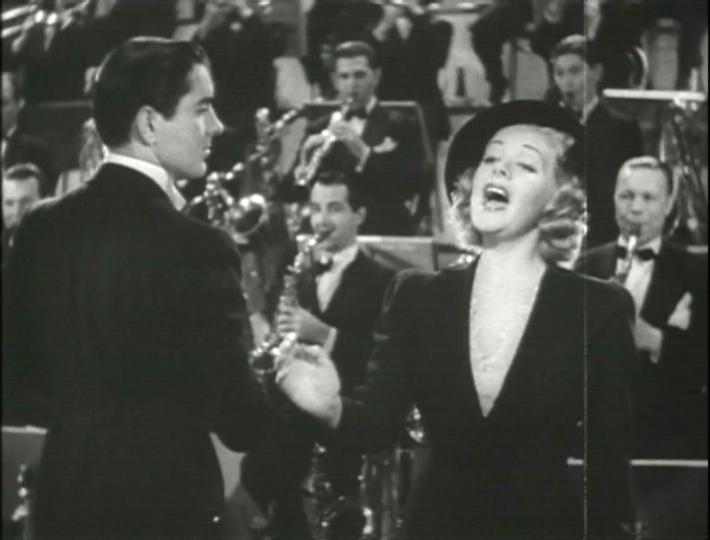
Tyrone Power e Alice Faye
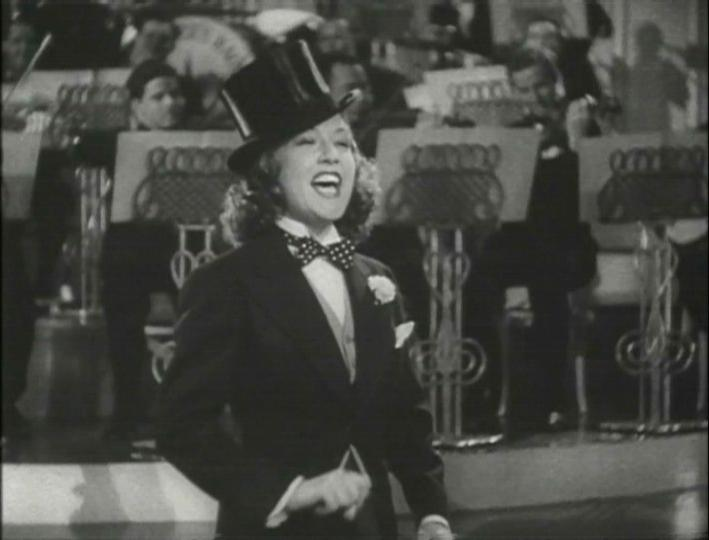
Ethel Merman
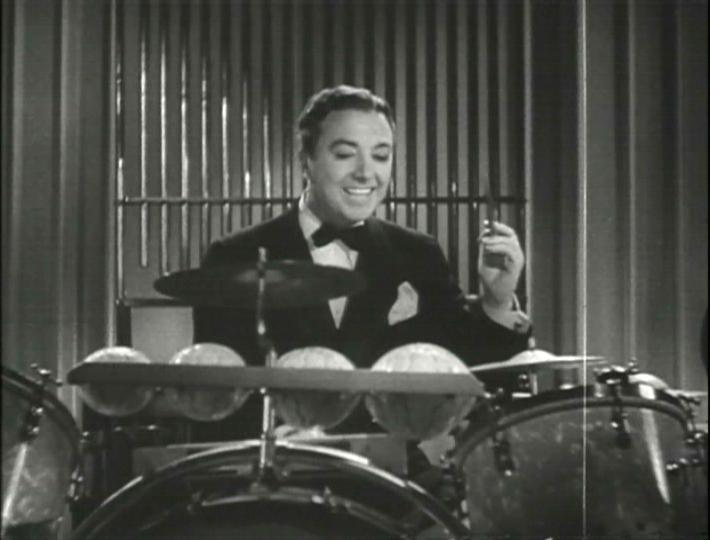
Jack Haley